# Centre culturel Voce
Le Centre Culturel Voce est une association culturelle de Corse, établie à Pigna (Haute-Corse).
Voce a acquis le statut de Centre National de Création Musicale en 2017, obtenant ainsi la reconnaissance officielle du Ministère de la Culture. Le Centre Culturel Voce est également labelisé Fabbrica Culturale par la Collectivité de Corse.
Le projet culturel de Voce s’ancre dans l’idée que la création musicale contemporaine, dans ce qu’elle a de plus innovante, n’est pas nécessairement l’apanage des capitales ou des agglomérations, et qu’elle peut, voire qu’elle doit, s’ancrer dans un territoire rural pourvu que celui-ci soit riche d’une tradition musicale forte, comme c’est le cas en Balagne et plus largement en Corse.
Le Centre Culturel Voce est actuellement dirigé par Jérôme Casalonga.

## Histoire
Le Centre culturel Voce a émergé de la convergence de deux entités associatives distinctes : E Voce di u Cumune, fondée en 1978 dans le but de redécouvrir les origines musicales corses, et Festivoce, établie en 1991 pour la création et la diffusion d'œuvres polyphoniques et instrumentales traditionnelles.
Les prémices de cette union furent marquées par la représentation inaugurale de l'opéra corse intitulé "I Sonnj Sunadori" en 1979. Cette manifestation artistique fut suivie par la mise en scène de "A passione di Ghjesù" à Calenzana en 1980 et à Corbara en 1990.
Le champ d'investigation du Centre culturel Voce s'étend sur divers aspects, englobant le chant, les pratiques chorales, les techniques et coutumes instrumentales, ainsi que la poésie improvisée, notamment sous la forme du "Chjami è rispondi".
Le Centre culturel Voce adhère au Centre de Musiques Traditionnelles de Corse (CMTC) et à la Fédération des Associations de Musiques et de Danses Traditionnelles (FAMDT). Il est aujourd'hui une entreprise inscrite au Répertoire des métiers avec la licence d'Entrepreneur de spectacle de 1e catégorie.

## Festivoce
Chaque année en juillet depuis 1975, Pigna et le Centre culturel Voce organise le festival "Festivoce", le plus ancien festival de musique de Corse.
L’esprit de Festivoce est de « mettre le village en fête ». Réunir tous les âges autour de la culture pour faire découvrir les musiques du monde. Au fil de son évolution, le festival a intégré de nouvelles influences culturelles. Parmi celles-ci, on compte l'incorporation de chants sacrés, de chansons napolitaines, d'opéras, de musique populaire, de danse et de théâtre, ainsi que l'exploration des répertoires contemporains.
Afin de pouvoir accueillir les concerts, hors période de festival, un auditorium a été créé dans le village de Pigna. Mais devant l'ampleur croissante de l'évènement, de nouveaux lieux de concerts sont prévus dans les ruelles, places, église, chapelle, etc.

## La Casa Musicale
Ce lieu aménagé a pris la suite de l'ancien et proche couvent d'Alziprato (Zilia) où avait lieu chaque année au mois d'août un remarquable festival de musique. Le couvent désaffecté appartenait au Baron Henry Louis de la Grange qui en avait fait dans les années 1970, un haut lieu de la musique classique en dirigeant le Festival "Les Nuits d'Alzipratu".
La Scola di Cantu e di Strumenti, la plus ancienne école de chant et de musique traditionnelle en Corse, a formé à l'art du chant et des instruments traditionnels des générations d'enfants, d'adolescents et d'adultes dans les ateliers hebdomadaires de la Casa Musicale.
Sur la période d'octobre à juin, la Casa Musicale accueille en résidence divers ensembles, dédiés à la conception d'œuvres originales, à l'élaboration de programmes artistiques, ainsi qu'à la réalisation d'enregistrements au sein de son auditorium. À l'issue de leur séjour, ces ensembles présentent au public un concert marquant la conclusion de leur résidence.

## Auditorium di Pigna
Le 25 janvier 1989, le projet et son plan de financement pour la construction de l'auditorium sont adoptés par le Conseil Municipal de Pigna.
Des financements européens (du FEDER), de l'État (son représentant en Corse était alors le préfet Claude Érignac), de la Collectivité territoriale de Corse, et du Conseil Général de Haute Corse, permettent la construction de l'auditorium de Pigna, dans un site inscrit avec l'aval de l'Architecte des bâtiments de France.
La cour de l'ancienne école désaffectée et d'un talus contigu au village sont choisis pour site.
L'édifice pour la musique, carré à la base, bâti en terre crue, baptisé pour les besoins du marché public : « béton d'arène granitique stabilisée », est surmonté d'une coupole dont l'acoustique magnifie les chants, mais rend la parole incompréhensible par un « effet de cathédrale ». Pour rendre la voix parlée intelligible, des vases acoustiques ont été scellés dans une trentaine des trous de boulins à l'intérieur de manière à n'en laisser apparaître que l'orifice. Un dernier vase a été logé au centre de la coupole. Pour cet édifice, l’architecte Paul Casalonga a reçu le prix d’honneur spécial du Palmarès d’architecture corse (ainsi que pour l’ensemble de sa production architecturale).

## Sources
TERRA CRUDA ou histoire en images de la construction de l'Auditorium di Pigna 10/09/2008, ouvrage rédigé par Toni Casalonga et publié avec le concours de la Collectivité Territoriale de Corse par l' Accademia d'I Vagabondi et le Centre Culturel Voce .